# Scotty Munro Memorial Trophy
Scotty Munro Memorial Trophy – nagroda przyznawana w każdym sezonie zespołowi w lidze Western Hockey League, który zdobył najwięcej punktów w fazie grupowej rozgrywek. Po raz pierwszy nagrodę przyznano w sezonie 1966–1967.

## Lista zwycięzców
- 2016–2017: Regina Pats
- 2015–2016: Victoria Royals
- 2014–2015: Brandon Wheat Kings
- 2013–2014: Kelowna Rockets
- 2012–2013: Portland Winterhawks
- 2011–2012: Edmonton Oil Kings
- 2010–2011: Saskatoon Blades
- 2009–2010: Calgary Hitmen
- 2008–2009: Calgary Hitmen
- 2007–2008: Tri-City Americans
- 2006–2007: Everett Silvertips
- 2005–2006: Medicine Hat Tigers
- 2004–2005: Kootenay Ice
- 2003–2004: Kelowna Rockets
- 2002–2003: Kelowna Rockets
- 2001–2002: Red Deer Rebels
- 2000–2001: Red Deer Rebels
- 1999–2000: Calgary Hitmen
- 1998–1999: Calgary Hitmen
- 1997–1998: Portland Winterhawks
- 1996–1997: Lethbridge Hurricanes
- 1995–1996: Brandon Wheat Kings
- 1994–1995: Kamloops Blazers
- 1993–1994: Kamloops Blazers
- 1992–1993: Swift Current Broncos
- 1991–1992: Kamloops Blazers
- 1990–1991: Kamloops Blazers
- 1989–1990: Kamloops Blazers
- 1988–1989: Swift Current Broncos
- 1987–1988: Saskatoon Blades
- 1986–1987: Kamloops Blazers
- 1985–1986: Medicine Hat Tigers
- 1984–1985: Prince Albert Raiders
- 1983–1984: Kamloops Junior Oilers
- 1982–1983: Saskatoon Blades
- 1981–1982: Lethbridge Broncos
- 1980–1981: Victoria Cougars
- 1979–1980: Portland Winterhawks
- 1978–1979: Brandon Wheat Kings
- 1977–1978: Brandon Wheat Kings
- 1976–1977: Brandon Wheat Kings
- 1975–1976: New Westminster Bruins
- 1974–1975: Victoria Cougars
- 1973–1974: Regina Pats
- 1972–1973: Saskatoon Blades
- 1971–1972: Calgary Centennials
- 1970–1971: Edmonton Oil Kings
- 1969–1970: Flin Flon Bombers
- 1968–1969: Flin Flon Bombers
- 1967–1968: Flin Flon Bombers
- 1966–1967: Edmonton Oil Kings